# Laudate omnes gentes
Laudate omnes gentes („Lobsingt, ihr Völker alle“) ist ein geistliches Lied, das für die Communauté de Taizé komponiert wurde. Der Originaltext ist lateinisch, inzwischen existieren allerdings Versionen in 15 weiteren Sprachen. Das Lied erlangte in der römisch-katholischen und in den evangelischen Kirchen internationale Bekanntheit.

## Text
| Latein                                 | Übersetzung                                      | Deutsche Singfassung                                      |
| -------------------------------------- | ------------------------------------------------ | --------------------------------------------------------- |
| Laudate omnes gentes, laudate Dominum. | Lobt/preist, alle Völker, lobt/preist den Herrn. | Lobsingt, ihr Völker alle, lobsingt und preist den Herrn. |

## Form
Das Lied ist einer der meditativen vierstimmigen Kurzgesänge, die charakteristisch für die Musik von Taizé sind. Der Gesang im ruhigen Drei-Viertel-Takt ist zweiteilig, er schließt im ersten Teil auf der Dominante, im zweiten auf der Tonika. Der Text wird unverändert wiederholt.

## Geschichte
Laudate omnes gentes wurde im Jahr 1978 von Jacques Berthier mit Hilfe der Brüder für die Gebete des Ordens geschrieben und ist seitdem durchgehend Bestandteil ihrer Liederbücher und einer der beliebtesten und bekanntesten Gesänge. Der lateinische Text stammt aus Psalm 117, Vers 1 (Ps 116,1  nach der griechischen Psalmzählung), und wurde bereits in 13 Sprachen mit einer singbaren Übersetzung übertragen: Englisch, Schwedisch, Deutsch, Arabisch, Spanisch, Estnisch, Japanisch, Swahili, Litauisch, Portugiesisch, Türkisch, Ukrainisch und Indonesisch.
Im Liederbuch von Taizé trägt das Lied die Nummer 23. Im Stil der Gesänge des Ordens wird das Lied beliebig oft wiederholt gesungen und kann mit Instrumenten begleitet und mit Sologesängen unterstützt werden. Es ist eines der am häufigsten in den Gebeten der Brüder gesungenen Lieder.
Das Lied wurde mit dem vierstimmigen Originalsatz in das Evangelische Gesangbuch (Liednummer 181.6) sowie ins katholische Gotteslob (Liednummer 386) aufgenommen, darüber hinaus in viele weitere christliche Gesangbücher. Es ist häufiger Bestandteil von unabhängig veranstalteten Taizé-Gebeten wie der Nacht der Lichter und in der Liturgie vieler katholischer und evangelischer Gottesdienste. Es gilt als ein ökumenisches Lied.
Nach dem russischen Überfall auf die Ukraine wurde die ukrainische Version „Slawite wsi narody, slawite Hospoda“ in vielen Friedensgebeten gesungen.

## Veröffentlichungen
Eine Auswahl der Veröffentlichungen und musikalischen Umsetzungen des Liedes:
- Laudate Omnes Gentes, Taizé, 2002, Latein
- Taizé – Instrumental 1, Taizé, 2013, Instrumentalversion
- Sing to God, Taizé, 1995, Englisch
- Sjung lovsång alla länder, Taizé, 2008, Schwedisch
- Morgenlicht – Kirchenlieder & Choräle, Rundfunkchor Berlin, 2013, Lateinisch-Deutsch
- Lobsingt ihr Völker alle, Windsbacher Knabenchor, 2014, Lateinisch-Deutsch
- Les 20 plus beaux chants pour prier, Groupe de Jeunes D’Europe, 1995, Lateinisch
- Padre dolcissimo, Cristina Plancher, 2017, Lateinisch